# Райхскомисар
Райхскомисар (на немски: Reichskommissar) в Германия е пълномощен представител на райхсканцлера (1871 – 1919), райхспрезидента (1919 –1934) или райхсправителството (1934 – 1945). За кратко време такава длъжност е имало и по времето на Германската революция (1848 – 1849).

## История
Самият термин се появява по време на революцията от 1848 г., когато райхскомисарите са упълномощени местни представители на така нареченото „временно централно правителство“ – кратковременено общогерманско правителство, създадено от Франкфуртския парламент и австрийския ерцхерцог Йохан Австрийски като намесник на императора.
По време на кайзерския и ваймарския период райхскомисарите са държавни служители, които отговарят за определен кръг от въпроси, например: „райхкомисар за емиграцията“ в Хамбург; райхкомисари, които управляват колониите на Германия до назначаването на постоянни губернатори; райхкомисар за администрацията на Данциг до прехвърлянето на града към Обществото на народите през 1920 г.; райхкомисар за възстановяването на разрушените територии и др. По време на нацисткия период райхскомисарите също изпълняват де факто министерски функции, докладват на райхсканцлера, но не са членове на райхсправителството (например Херман Гьоринг е назначен за райхскомисар по въпросите на въздухоплаването). Райхскомисари са и управителите на анексираните от Нацистка Германия територии Саарланд, Остмарк (Австрия), Судетите, до назначаването на рейхсщатгалтера (намесник на райхсправителството).

## Райхскомисариати на окупираните територии по време наВтората световна война

### Райхскомисариати на западноевропейските територии
- Норвегия (24 април 1940 г. – 7 май 1945 г.) – Йозеф Тербовен, (7 – 8 май 1945 г.) – Франц Бьоме
- Холандия (10 – 20 май 1940 г.) – Федор фон Бок, (20 – 29 май 1940 г.) – барон Александър фон Фалкенхаузен, (29 май 1940 г. – 5 май 1945 г.) – Артур Зайс-Инкварт
- Белгия и Северна Франция (10 май – 1 юни 1940 г.) – Карл Рудолф Герд фон Рундщет и Федор фон Бок, (1 юни 1940 г. – 18 юли 1944 г.) – барон Александър фон Фалкенхаузен, (13 юли 1944 г. – септември 1944 г.) – Йозеф Грое

### Райскомисариати на окупираните територии на СССР[2]
- Остланд (балтийските страни, Беларус и съседни региони на Русия) – (1940 – 1944 г.) – Хенрих Лозе, (1944 – 1945 г.) – Ерих Кох
- Украйна (простираща се до Волга, Орел и Тамбов, но без Галиция) – (1941 – 1944 г.) – Ерих Кох
- Кавказ (Кавказ и Южна Русия) – Арно Шикеданц, назначен, но райскомисариата функционира частично
- Московия (Централна Русия, със столица в Москва) – Зигфрид Каше, планирано назначение
- Туркестан (историческата област Туркестан в Азия, Синдзян, Поволжието, Северен Кавказ и Азербайджан)[3]— планиран райхскомисариат, но не създаден. Един от предполагаемите претенденти за райхскомисар е живеещия в изгнание казах Мустафа Шокай.